# レアンドロ・セデーニョ
レアンドロ・アルトゥーロ・セデーニョ（Leandro Arturo Cedeño、1998年8月22日 - ）は、ベネズエラのミランダ州グアティレ出身のプロ野球選手（内野手、指名打者）。右投右打。埼玉西武ライオンズ所属。

## 経歴

### プロ入りとカージナルス傘下時代
2014年8月19日にアマチュア・フリーエージェントでセントルイス・カージナルスと契約してプロ入り。2021年まで傘下のマイナーチームでプレーしたが、メジャーへの昇格はなく、同年オフに自由契約となった。

### ダイヤモンドバックス傘下時代
2021年11月22日にアリゾナ・ダイヤモンドバックスとマイナー契約を結んだ。2022年は傘下のAA級アマリロ・ソッドプードルズで開幕を迎えた。7月17日の試合では2015年のスタットキャスト導入以降では最長となる161mの本塁打を放った。アマリロでは109試合に出場して打率.310、30本塁打、93打点を記録し、9月には自身初となるAAA級へ昇格した。AAA級リノ・エーシズでは14試合に出場して打率.291、2本塁打、10打点を記録したが、メジャーへの昇格はなく、オフに自由契約となった。

### オリックス時代
2022年12月27日にオリックス・バファローズと育成契約を結んだ。背番号は121。
2023年は二軍で24試合に出場して打率.378を記録し、5月19日に支配下選手登録された。背番号は40。5月19日から21日までの北海道日本ハムファイターズとの3連戦では、19・20日が育成選手時代のユニフォームを着用、21日は育成選手の山中尭之のユニフォームを借用して出場した。7月4日の東北楽天ゴールデンイーグルス戦（東京ドーム）で来日初本塁打を記録した。さらに1週間後の7月11日の千葉ロッテマリーンズ戦では、育成入団した外国人選手として初となる満塁本塁打を記録した。最終的に打率.244、9本塁打、34打点の成績を残す。
2024年は3月30日の対福岡ソフトバンクホークス戦（京セラドーム大阪）で5回一死一塁の打席でリバン・モイネロからシーズン初本塁打、及び決勝本塁打となる2点本塁打を放ち、チームのシーズン初勝利に貢献した。5月は6日の対楽天戦（楽天モバイルパーク宮城）で4回二死二・三塁の打席で決勝本塁打、及び球団通算8888本塁打となる3点本塁打を放つも、同月の月間打率は.103と苦しみ、同月27日に出場選手登録を抹消。6月12日に出場選手登録されると、7月は1本も本塁打を放つことができず、同月14日に再び出場選手登録を抹消。同月26日に一軍に再昇格されると、9月8日の対日本ハム戦から同月14日の対ソフトバンク戦まで4試合連続本塁打を記録した。最終的に打率.260、15本塁打、37打点の成績を残すも、契約保留選手名簿から外れ自由契約となった。

### 西武時代
2024年12月14日に埼玉西武ライオンズが獲得を発表した。背番号は40。1年契約で年俸1億6千万円（推定）。

## 選手としての特徴・人物
驚異的な長打力が武器の右の大砲。
愛称は「レオ」で、ファンに「呼んで欲しい」と呼びかけている。
勉強家であり、来日後は日本語を熱心に勉強している。オリックスの同僚とは覚えた日本語を交えながらコミュニケーションを取っている。

## 詳細情報

### 年度別打撃成績
| 年 度     | 球 団      | 試 合 | 打 席 | 打 数 | 得 点 | 安 打 | 二 塁 打 | 三 塁 打 | 本 塁 打 | 塁 打 | 打 点 | 盗 塁 | 盗 塁 死 | 犠 打 | 犠 飛 | 四 球 | 敬 遠 | 死 球 | 三 振 | 併 殺 打 | 打 率 | 出 塁 率 | 長 打 率 | O P S |
| --------- | ---------- | ----- | ----- | ----- | ----- | ----- | -------- | -------- | -------- | ----- | ----- | ----- | -------- | ----- | ----- | ----- | ----- | ----- | ----- | -------- | ----- | -------- | -------- | ----- |
| 2023      | オリックス | 57    | 187   | 176   | 12    | 43    | 7        | 0        | 9        | 77    | 34    | 0     | 0        | 0     | 2     | 8     | 0     | 1     | 47    | 5        | .244  | .278     | .438     | .716  |
| 2024      | オリックス | 98    | 334   | 304   | 29    | 79    | 9        | 0        | 15       | 133   | 37    | 0     | 2        | 0     | 2     | 23    | 5     | 5     | 97    | 15       | .260  | .320     | .438     | .758  |
| 通算：2年 | 通算：2年  | 155   | 521   | 480   | 41    | 122   | 16       | 0        | 24       | 210   | 71    | 0     | 2        | 0     | 4     | 31    | 5     | 6     | 144   | 20       | .254  | .305     | .438     | .743  |

- 2024年度シーズン終了時

### 年度別守備成績
| 年 度 | 球 団      | 一塁  | 一塁  | 一塁  | 一塁  | 一塁  | 一塁     |
| 年 度 | 球 団      | 試 合 | 刺 殺 | 補 殺 | 失 策 | 併 殺 | 守 備 率 |
| ----- | ---------- | ----- | ----- | ----- | ----- | ----- | -------- |
| 2023  | オリックス | 4     | 24    | 0     | 0     | 4     | 1.000    |
| 2024  | オリックス | 43    | 295   | 15    | 0     | 22    | 1.000    |
| 通算  | 通算       | 47    | 319   | 15    | 0     | 26    | 1.000    |

- 2024年度シーズン終了時

### 記録

#### NPB
初記録
- 初出場・初先発出場：2023年5月19日、対北海道日本ハムファイターズ6回戦（京セラドーム大阪）、6番・指名打者で先発出場
- 初打席：同上、2回裏に加藤貴之から左飛
- 初安打・初打点：2023年5月21日、対北海道日本ハムファイターズ8回戦（京セラドーム大阪）、2回裏に鈴木健矢から中越2点適時二塁打[25]
- 初本塁打：2023年7月4日、対東北楽天ゴールデンイーグルス11回戦（東京ドーム）、2回表に田中将大から中越ソロ[26]

### 背番号
- 121（2023年 - 同年5月18日）
- 40（2023年5月19日 - ）